# Lijst van voetbalinterlands Nederland - Portugal (mannen)
Deze lijst van voetbalinterlands is een overzicht van alle officiële voetbalwedstrijden tussen de nationale teams van Nederland en Portugal. De landen hebben tot op heden veertien keer tegen elkaar gespeeld. De eerste wedstrijd, een kwalificatiewedstrijd voor het Europees kampioenschap voetbal 1992, was op 17 oktober 1990 in Porto. De laatste confrontatie, de finale van de UEFA Nations League 2018/19, vond plaats op 9 juni 2019, eveneens in Porto.

## Wedstrijden
| №  | № Int NED | Plaats     | Datum            | Competitie                  | Wedstrijd            | Uitslag |
| -- | --------- | ---------- | ---------------- | --------------------------- | -------------------- | ------- |
| 1  | 471       | Porto      | 17 oktober 1990  | EK 1992 kwalificatie        | Portugal − Nederland | 1 − 0   |
| 2  | 478       | Rotterdam  | 16 oktober 1991  | EK 1992 kwalificatie        | Nederland − Portugal | 1 − 0   |
| 3  | 480       | Faro       | 12 februari 1992 | Vriendschappelijk           | Portugal − Nederland | 2 − 0   |
| 4  | 516       | Eindhoven  | 22 februari 1995 | Vriendschappelijk           | Nederland − Portugal | 0 − 1   |
| 5  | 557       | Parijs     | 10 februari 1999 | Vriendschappelijk           | Portugal − Nederland | 0 − 0   |
| 6  | 578       | Rotterdam  | 11 oktober 2000  | WK 2002 kwalificatie        | Nederland − Portugal | 0 − 2   |
| 7  | 582       | Porto      | 28 maart 2001    | WK 2002 kwalificatie        | Portugal − Nederland | 2 − 2   |
| 8  | 600       | Eindhoven  | 30 april 2003    | Vriendschappelijk           | Nederland − Portugal | 1 − 1   |
| 9  | 618       | Lissabon   | 30 juni 2004     | EK 2004                     | Portugal − Nederland | 2 − 1   |
| 10 | 643       | Neurenberg | 25 juni 2006     | WK 2006                     | Portugal − Nederland | 1 − 0   |
| 11 | 722       | Charkov    | 17 juni 2012     | EK 2012                     | Portugal − Nederland | 2 − 1   |
| 12 | 734       | Faro       | 14 augustus 2013 | Vriendschappelijk           | Portugal − Nederland | 1 − 1   |
| 13 | 790       | Genève     | 26 maart 2018    | Vriendschappelijk           | Portugal − Nederland | 0 − 3   |
| 14 | 802       | Porto      | 9 juni 2019      | UEFA Nations League 2018/19 | Portugal − Nederland | 1 − 0   |

## Samenvatting
| Competitie          | Totaal gespeeld | Winst Nederland | Gelijk | Winst Portugal | Doelsaldo Nederland – Portugal |
| ------------------- | --------------- | --------------- | ------ | -------------- | ------------------------------ |
| WK-eindronde        | 1               | 0               | 0      | 1              | 0 − 1                          |
| WK-kwalificatie     | 2               | 0               | 1      | 1              | 2 − 4                          |
| EK-eindronde        | 2               | 0               | 0      | 2              | 2 − 4                          |
| EK-kwalificatie     | 2               | 1               | 0      | 1              | 1 − 1                          |
| UEFA Nations League | 1               | 0               | 0      | 1              | 0 − 1                          |
| Vriendschappelijk   | 6               | 1               | 3      | 2              | 5 − 5                          |
| Totaal              | 14              | 2               | 4      | 8              | 10 − 16                        |

Wedstrijden bepaald door strafschoppen worden, in lijn met de FIFA, als een gelijkspel gerekend.

## Details

### Eerste ontmoeting
| EK 1992 kwalificatie (Porto, Portugal, 17 oktober 1990):                                                                        |              | |
| Portugal | 1 – 0        | Nederland |
| Rui Águas 53' | goals        | |
| Artur Jorge | bondscoach   | Rinus Michels |
| Silvino João Pinto Pedro Venâncio António Veloso Oceano Vítor Paneira Nelo 86' Rui Águas José Semedo 90' Jorge Cadete José Leal | opstellingen | Hans van Breukelen Danny Blind 44' Adri van Tiggelen Stan Valckx Graeme Rutjes 74' Frank de Boer Gerald Vanenburg Dennis Bergkamp Richard Witschge Ruud Gullit Marco van Basten |
| Carlos Xavier 86' Jorge Ferreira 90'                                                                                            | wissels      | 44' John van 't Schip 74' Hans Gillhaus |
| Vítor Paneira 78' | gele kaarten | 23' Adri van Tiggelen |
| - Debuut van José Leal (Sporting Lissabon) en Nelo (Boavista) voor Portugal.                                                    |              | |

### Tweede ontmoeting
| EK 1992 kwalificatie (Rotterdam, Nederland, 16 oktober 1991): |       |          |
| Nederland                                                     | 1 – 0 | Portugal |
| Richard Witschge 22'                                          | goals |          |

### Derde ontmoeting
| Vriendschappelijk (Faro, Portugal, 12 februari 1992): |       |           |
| Portugal                                              | 2 – 0 | Nederland |
| Oceano 3' César Brito 79'                             | goals |           |

### Vierde ontmoeting
| Vriendschappelijk (Eindhoven, Nederland, 22 februari 1995):                                                                                    |       |                  |
| Nederland | 0 – 1 | Portugal         |
| | goals | 8' Pedro Barbosa |
| - Debuut van Frank Verlaat (AJ Auxerre), Michel Kreek (Calcio Padova), Edwin Vurens (FC Twente) en Eric van der Luer (Roda JC) voor Nederland. |       |                  |

### Vijfde ontmoeting
| Vriendschappelijk (Parijs, Frankrijk, 10 februari 1999): |       |           |
| Portugal                                                 | 0 – 0 | Nederland |
|                                                          | goals |           |

### Zesde ontmoeting
| WK 2002 kwalificatie (Rotterdam, Nederland, 11 oktober 2000): |              | |
| Nederland | 0 – 2        | Portugal |
| | goals        | 10' Sérgio Conceição 44' Pedro Pauleta |
| Louis van Gaal | bondscoach   | António Oliveira |
| Edwin van der Sar Mario Melchiot Frank de Boer Clarence Seedorf Michael Reiziger Mark van Bommel 72' Marc Overmars 46' Phillip Cocu Edgar Davids Patrick Kluivert 65' Wilfred Bouma | opstellingen | Quim Jorge Costa Fernando Couto Dimas Teixeira Carlos Secretário 90' José Luís Vidigal Luís Figo Manuel Albino 90' Pedro Pauleta 87' Rui Costa Sérgio Conceição |
| Jeffrey Talan 46' Jan Vennegoor of Hesselink 65' Paul Bosvelt 72' | wissels      | 87' Ricardo Sá Pinto 90' Simão Sabrosa 90' Fernando Meira |
| Michael Reiziger 66' | gele kaarten | |
| - Debuut van Mario Melchiot (Chelsea) voor Nederland. - Debuut van Manuel Albino (Sporting) en Fernando Meira (Benfica) voor Portugal.                                              |              | |

### Zevende ontmoeting
| WK 2002 kwalificatie (Porto, Portugal, 28 maart 2001):                                                                                |              | |
| Portugal | 2 – 2        | Nederland |
| Pedro Pauleta 84' Luís Figo 90+3' (pen.)                                                                                              | goals        | 18' (pen.) Jimmy Floyd Hasselbaink 48' Patrick Kluivert |
| António Oliveira | bondscoach   | Louis van Gaal |
| Quim Carlos Secretário Rui Jorge Litos Fernando Couto Paulo Bento 34' Luís Figo Costinha Pedro Pauleta Rui Costa Sérgio Conceição 58' | opstellingen | Edwin van der Sar Michael Reiziger Jaap Stam Frank de Boer Phillip Cocu 73' Boudewijn Zenden 69' Mark van Bommel Edgar Davids Marc Overmars Patrick Kluivert 80' Jimmy Floyd Hasselbaink |
| Nuno Capucho 34' Nuno Gomes 85' | wissels      | 69' Paul Bosvelt 73' Roy Makaay 80' Pierre van Hooijdonk |
| Quim 18' Litos 42' Luís Figo 90+3' | gele kaarten | 24' Jaap Stam 36' Phillip Cocu 38' Edgar Davids 50' Mark van Bommel 68' Michael Reiziger                                                                                                 |

### Achtste ontmoeting
| Vriendschappelijk (Eindhoven, Nederland, 30 april 2003): |              | |
| Nederland | 1 – 1        | Portugal |
| Patrick Kluivert 27' | goals        | 78' Simão Sabrosa |
| Dick Advocaat | bondscoach   | Luiz Felipe Scolari |
| Edwin van der Sar Fernando Ricksen 46' André Ooijer Frank de Boer Boudewijn Zenden Andy van der Meijde 85' Phillip Cocu 46' Edgar Davids 46' Marc Overmars 77' Roy Makaay Patrick Kluivert 46' | opstellingen | Ricardo Pereira Miguel Rui Jorge Fernando Meira Fernando Couto 38' Tiago Mendes 46' Luís Figo 46' Maniche 46' Rui Costa 63' Pedro Pauleta Simão Sabrosa |
| Mario Melchiot 46' Rafael van der Vaart 46' Paul Bosvelt 46' Wesley Sneijder 46' Arjen Robben 77' Pierre van Hooijdonk 85'                                                                     | wissels      | 38' Luís Loureiro 46' Hugo Viana 46' Sérgio Conceição 46' Deco 63' Nuno Gomes                                                                           |
| André Ooijer 67' Boudewijn Zenden 80' | gele kaarten | 66' Luís Loureiro |
| - Debuut van Wesley Sneijder (Ajax) en Arjen Robben (PSV) voor Nederland. |              | |

### Negende ontmoeting
| EK 2004 (Lissabon, Portugal, 30 juni 2004): |              | |
| Portugal | 2 – 1        | Nederland |
| Cristiano Ronaldo 26' Maniche 58' | goals        | 63' (e.d.) Jorge Andrade |
| Luiz Felipe Scolari | bondscoach   | Dick Advocaat |
| Ricardo Pereira Miguel Ricardo Carvalho Jorge Andrade Nuno Valente Costinha Maniche 87' Deco Luís Figo Cristiano Ronaldo 67' Pedro Pauleta 75' | opstellingen | Edwin van der Sar Michael Reiziger Jaap Stam 56' Wilfred Bouma Giovanni van Bronckhorst Edgar Davids Clarence Seedorf Phillip Cocu 46' Marc Overmars Ruud van Nistelrooy 81' Arjen Robben |
| Petit 67' Fernando Couto 87' Nuno Gomes 75' | wissels      | 46' Roy Makaay 56' Rafael van der Vaart 81' Pierre van Hooijdonk |
| Cristiano Ronaldo 27' Nuno Valente 44' Luís Figo 90'                                                                                           | gele kaarten | 39' Marc Overmars 71' Arjen Robben |

### Tiende ontmoeting
| WK 2006 (Neurenberg, Duitsland, 25 juni 2006):                                                                                          |              | |
| Portugal | 1 – 0        | Nederland |
| Maniche 23' | goals        | |
| Luiz Felipe Scolari | bondscoach   | Marco van Basten |
| Ricardo Fernando Meira Costinha Luís Figo 84' Pedro Pauleta 46' Miguel Nuno Valente Ricardo Carvalho Cristiano Ronaldo 34' Maniche Deco | opstellingen | Edwin van der Sar Khalid Boulahrouz 56' Joris Mathijsen Giovanni van Bronckhorst Dirk Kuijt 84' Phillip Cocu Arjen Robben André Ooijer Robin van Persie 67' Mark van Bommel Wesley Sneijder |
| Simão Sabrosa 34' Petit 46' Tiago 84'                                                                                                   | wissels      | 56' Rafael van der Vaart 67' Johnny Heitinga 84' Jan Vennegoor of Hesselink |
| Maniche 20' Petit 50' Luís Figo 60' Ricardo 76' Nuno Valente 76'                                                                        | gele kaarten | 2' Mark van Bommel 73' Wesley Sneijder 74' Rafael van der Vaart |
| Costinha 31', 45+1' Deco 73', 78' | rode kaarten | 7', 63' Khalid Boulahrouz 59', 90+5' Giovanni van Bronckhorst |

### Elfde ontmoeting
| EK 2012 (Charkov, Oekraïne, 17 juni 2012): |              | |
| Portugal | 2 – 1        | Nederland |
| Cristiano Ronaldo 28' Cristiano Ronaldo 74' | goals        | 11' Rafael van der Vaart |
| Paulo Bento | bondscoach   | Bert van Marwijk |
| Rui Patrício Fábio Coentrão Pepe Bruno Alves João Pereira Miguel Veloso João Moutinho Raul Meireles 72' Cristiano Ronaldo Hélder Postiga 64' Nani 87' | opstellingen | Maarten Stekelenburg 67' Jetro Willems Joris Mathijsen Ron Vlaar Gregory van der Wiel Rafael van der Vaart Nigel de Jong Wesley Sneijder Robin van Persie Arjen Robben Klaas-Jan Huntelaar |
| Nélson Oliveira 64' Custódio 72' Rolando 87' | wissels      | 67' Ibrahim Afellay |
| João Pereira 90+2' | gele kaarten | 51' Jetro Willems 69' Robin van Persie |

### Twaalfde ontmoeting
| Vriendschappelijk (Loulé, Portugal, 14 augustus 2013):                                                                                                 |              | |
| Portugal | 1 – 1        | Nederland |
| Cristiano Ronaldo 87' | goals        | 17' Kevin Strootman |
| Paulo Bento | bondscoach   | Louis van Gaal |
| Beto Pepe Fábio Coentrão 90' João Pereira Luís Neto 82' Danny 64' Miguel Veloso Ruben Amorim 74' Rúben Micael 46' Cristiano Ronaldo Hélder Postiga 64' | opstellingen | Michel Vorm 47' Paul Verhaegh Daley Blind Stefan de Vrij Bruno Martins Indi Arjen Robben 46' Rafael van der Vaart Kevin Strootman 58' Robin van Persie 82' Jeremain Lens Georginio Wijnaldum |
| Paulo Machado 46' Pizzi 64' Nélson Oliveira 64' André Martins 74' Bruno Alves 82' Sílvio 90'                                                           | wissels      | 46' Marco van Ginkel 47' Ricardo van Rhijn 58' Klaas-Jan Huntelaar 82' Ruben Schaken |
| Miguel Veloso 82' | gele kaarten | 34' Bruno Martins Indi |
| - Debuut van verdediger Paul Verhaegh (FC Augsburg) voor Nederland.                                                                                    |              | |

### Dertiende ontmoeting
| Vriendschappelijk (Genève, Zwitserland, 26 maart 2018): |       |                                                        |
| Portugal                                                | 0 – 3 | Nederland                                              |
|                                                         | goals | 11' Memphis Depay 32' Ryan Babel 45+2' Virgil van Dijk |

### Veertiende ontmoeting
| UEFA Nations League 2018/19 (Porto, Portugal, 9 juni 2019): |       |           |
| Portugal                                                    | 1 – 0 | Nederland |
| Gonçalo Guedes 60'                                          | goals |           |

KNVB ·
A-internationals ·
Bondscoaches (m) ·
Topscorers ·
Nederlands vrouwenelftal ·
Bondscoaches (v) ·
Nederland B ·
Olympisch elftal ·
Jong Oranje ·
Nederland –20 ·
Nederland –19 ·
Nederland –18 ·
Nederland –17 ·
Nederland –16 ·
Nederland –15 ·
Nederlands amateurelftal ·
Nederlands zaterdagelftal ·
Jong OranjeLeeuwinnen ·
Vrouwen –20 ·
Vrouwen –19 ·
Vrouwen –18 ·
Vrouwen –17 ·
Vrouwen –16 ·
Vrouwen –15 ·
Militair mannenelftal ·
Militair vrouwenelftal ·
Strandteam ·
Vrouwen Strandteam ·
Futsalteam ·
Vrouwen Futsalteam

EK-wedstrijden ·
WK-wedstrijden ·
Resultaten kwalificaties en eindronden ·
Nederland B-wedstrijden ·
Officieuze wedstrijden ·
EK-wedstrijden vrouwen ·
WK-wedstrijden vrouwen ·
Resultaten vrouwen kwalificaties en eindronden
1905 – 1919 ·
1920 – 1929 ·
1930 – 1939 ·
1940 – 1949 ·
1950 – 1959 ·
1960 – 1969 ·
1970 – 1979 ·
1980 – 1989 ·
1990 – 1999 ·
2000 – 2009 ·
2010 – 2019 ·
2020 – 2029
2015 ·
2016 ·
2017 ·
2018 ·
2019 ·
2020 ·
2021 · 
2022
EK's: 1976 · 
1980 · 
1988 · 
1992 · 
1996 · 
2000 · 
2004 · 
2008 · 
2012 · 
2020 · 
2024
WK's: 1934 · 
1938 · 
1974 · 
1978 · 
1990 · 
1994 · 
1998 · 
2006 · 
2010 · 
2014 · 
2022
OS: 1908 ·
1912 ·
1920 ·
1924 ·
1928 ·
1948 ·
1952 ·
2008
Albanië ·
Andorra ·
Argentinië ·
Armenië ·
Australië ·
België ·
Bosnië en Herzegovina ·
Brazilië ·
Bulgarije ·
Canada ·
Chili ·
China ·
Colombia ·
Costa Rica ·
Curaçao ·
Cyprus ·
DDR ·
Denemarken ·
Duitsland ·
Ecuador ·
Egypte ·
Engeland ·
Estland ·
Faeröer ·
Finland ·
Frankrijk ·
GOS · 
Georgië ·
Ghana ·
Gibraltar ·
Griekenland ·
Hongarije ·
Ierland ·
IJsland ·
Indonesië ·
Iran ·
Israël ·
Italië ·
Ivoorkust ·
Japan ·
Joegoslavië ·
Kameroen ·
Kazachstan ·
Kroatië ·
Letland ·
Liechtenstein ·
Luxemburg ·
Malta ·
Marokko ·
Mexico ·
Moldavië ·
Montenegro ·
Nederlandse Antillen ·
Nigeria ·
Noord-Ierland ·
Noord-Macedonië ·
Noorwegen ·
Oekraïne ·
Oostenrijk ·
Paraguay ·
Peru ·
Polen ·
Portugal ·
Qatar ·
Roemenië ·
Rusland ·
Saarland ·
San Marino ·
Saoedi-Arabië ·
Schotland ·
Senegal ·
Servië en Montenegro ·
Slovenië ·
Slowakije ·
Sovjet-Unie ·
Spanje ·
Suriname ·
Thailand ·
Tsjechië ·
Tsjecho-Slowakije ·
Tunesië ·
Turkije ·
Uruguay ·
Verenigd Koninkrijk ·
Verenigde Staten ·
Wales ·
Wit-Rusland ·
Zuid-Afrika ·
Zuid-Korea ·
Zweden ·
Zwitserland
Argentinië (1978) ·
Argentinië (2006) ·
Argentinië (2014) ·
Argentinië (2022) ·
Australië (2014) ·
Brazilië (2014) ·
Chili (2014) · 
Costa Rica (2014) ·
Denemarken (2010) ·
Denemarken (2012) ·
Duitsland (2012) · 
Ecuador (2022) · 
Frankrijk (2008) ·
Italië (2008) ·
Ivoorkust (2006) ·
Japan (2010) ·
Kameroen (2010) ·
Mexico (2014) · 
Noord-Macedonië (2021) · 
Oekraïne (2021) · 
Oostenrijk (2021) · 
Portugal (2006) ·
Portugal (2012) ·
Portugal (2019) ·
Qatar (2022) ·
Roemenië (2008) ·
Rusland (2008) ·
San Marino (2011) ·
Senegal (2022) ·
Servië en Montenegro (2006) ·
Sovjet-Unie (1988) ·
Spanje (2010) ·
Spanje (2014) ·
Tsjechië (2021) · 
Uruguay (2010) ·
Verenigde Staten (2022) · 
West-Duitsland (1974)
FPF · A-internationals · Selecties · Statistieken · Bondscoaches · Portugees vrouwenelftal · Olympisch elftal · Portugal U21 · Portugal U20 · Portugal U19 · Portugal U18 · Portugal U17 · Vrouwen U17
1921 – 1929 · 
1930 – 1939 · 
1940 – 1949 · 
1950 – 1959 · 
1960 – 1969 · 
1970 – 1979 · 
1980 – 1989 · 
1990 – 1999 · 
2000 – 2009 · 
2010 – 2019 · 
2020 – 2029
EK's: 1984 · 
1996 · 
2000 · 
2004 · 
2008 · 
2012 · 
2016 · 
2020 · 
2024
WK's: 1966 · 
1986 · 
2002 · 
2006 · 
2010 · 
2014 · 
2018 · 
2022
OS: 1928 · 
1996 · 
2004 · 
2016
1921 · 
1922 · 
1923 · 
1924 · 
1925 · 
1926 · 
1927 · 
1928 · 
1929 · 
1930 · 
1931 · 
1932 · 
1933 · 
1934 · 
1935 · 
1936 · 
1937 · 
1938 · 
1939 · 
1940 · 
1942 · 
1943 · 1944 · 
1945 · 
1946 · 
1947 · 
1948 · 
1949 ·
1950 · 
1951 · 
1952 · 
1953 · 
1954 · 
1955 · 
1956 · 
1957 · 
1958 · 
1959 ·
1960 · 
1961 · 
1962 ·
1963 ·
1964 · 
1965 · 
1966 · 
1967 · 
1968 · 
1969 ·
1970 · 
1971 · 
1972 · 
1973 · 
1974 · 
1975 · 
1976 · 
1977 · 
1978 · 
1979 ·
1980 · 
1981 · 
1982 · 
1983 · 
1984 · 
1985 · 
1986 · 
1987 · 
1988 · 
1989 · 
1990 · 
1991 ·
1992 · 
1993 · 
1994 · 
1995 · 
1996 · 
1997 · 
1998 · 
1999 · 
2000 · 
2001 · 
2002 · 
2003 · 
2004 · 
2005 · 
2006 · 
2007 · 
2008 · 
2009 · 
2010 · 
2011 · 
2012 · 
2013 ·
2014 ·
2015 ·
2016 ·
2017 ·
2018 ·
2019 ·
2020 ·
2021 ·
2022
Albanië ·
Algerije ·
Andorra ·
Angola ·
Argentinië ·
Armenië ·
Azerbeidzjan ·
België ·
Bolivia ·
Bosnië-Herzegovina ·
Brazilië ·
Bulgarije ·
Canada ·
Chili ·
China ·
Cyprus ·
DDR ·
Denemarken ·
Duitsland ·
Ecuador ·
Egypte ·
Engeland ·
Estland ·
Faeröer ·
Finland ·
Frankrijk ·
Gabon ·
Georgië ·
Ghana ·
Gibraltar ·
Griekenland ·
Hongarije ·
Ierland ·
IJsland ·
Iran ·
Israël ·
Italië ·
Ivoorkust ·
Joegoslavië ·
Kaapverdië ·
Kameroen ·
Kazachstan ·
Koeweit ·
Kroatië ·
Letland ·
Liechtenstein ·
Litouwen ·
Luxemburg ·
Malta ·
Marokko ·
Mexico ·
Moldavië ·
Mozambique ·
Nederland ·
Nieuw-Zeeland ·
Nigeria ·
Noord-Ierland ·
Noord-Korea ·
Noord-Macedonië ·
Noorwegen ·
Oekraïne ·
Oostenrijk ·
Panama ·
Paraguay ·
Polen ·
Qatar ·
Roemenië ·
Rusland ·
Saoedi-Arabië ·
Schotland ·
Servië ·
Slovenië ·
Slowakije ·
Sovjet-Unie ·
Spanje ·
Tsjechië ·
Tsjecho-Slowakije ·
Tunesië ·
Turkije ·
Uruguay ·
Verenigde Staten ·
Wales ·
Zuid-Afrika ·
Zuid-Korea ·
Zweden ·
Zwitserland
Angola (2006) ·
België (2021) ·
Brazilië (2010) · 
Denemarken (2012) ·
Duitsland (2006) ·
Duitsland (2008) ·
Duitsland (2012) ·
Duitsland (2014) ·
Duitsland (2021) ·
Engeland (2000) ·
Engeland (2006) ·
Frankrijk (2006) ·
Frankrijk (2016) ·
Frankrijk (2021)  ·
Ghana (2014) ·
Griekenland (2004, 2) · 
Hongarije (2021) · 
IJsland (2016) · 
Iran (2006) ·
Iran (2018) ·
Marokko (2018) ·
Marokko (2022) ·
Mexico (2006) ·
Nederland (2006) ·
Nederland (2012) ·
Oostenrijk (2016) · 
Spanje (2012) · 
Spanje (2018) ·
Tsjechië (2008) ·
Tsjechië (2012) · 
Turkije (2008) ·
Verenigde Staten (2014) ·
Uruguay (2018) ·
Zuid-Korea (2022) · 
Zwitserland (2008) · 
Zwitserland (2022)